# Marco Siclari
Marco Siclari (Reggio Calabria, 25 maggio 1977) è un politico italiano.

## Biografia
Nato a Reggio Calabria, vive ed esercita la professione di medico a Roma dove vive dal 1999.

### Attività politica
Tesserato Forza Italia dal 1994, inizia a fare politica da studente all’università di Roma Tor Vergata, dove studia Medicina e Chirurgia, e dove viene eletto, per 3 mandati consecutivi, Senatore Accademico.
Dal 2003 al 2005 è collaboratore, in qualità di “esperto” nel settore dell'imprenditoria giovanile presso la segreteria particolare del Presidente del Consiglio dei Ministri Silvio Berlusconi. Dal 2004 al 2005 è membro della Commissione Referente Permanente dell'A.DI.S.U. (azienda regionale per il diritto allo studio universitario) per la Regione Lazio. Nel 2004 riceve dal partito l’incarico di coordinatore Università Regione Lazio per Forza Italia.
Diventa membro della Consulta Nazionale della Sanità di Forza Italia e responsabile Nazionale medici specializzandi per Forza Italia Giovani e responsabile nazionale medici specializzandi per F.I. Giovani.
Nel gennaio 2008, ha dato vita ad un “ricorso nazionale processuale” volto ad ottenere il risarcimento per la tardiva applicazione degli articoli del decreto legislativo 17/8/1999 n. 368 afferenti al “trattamento economico dei medici in formazione specialistica” e del “reciproco riconoscimento dei titoli”.
Alle elezioni comunali a Roma del 2008 viene eletto consigliere capitolino con Il Popolo della Libertà.
Nell'aprile 2010 è nominato delegato del sindaco di Roma Gianni Alemanno per i rapporti istituzionali e territoriali tra Comune di Roma e Università. Nel maggio 2010 riceve la nomina da parte del Sindaco di Torino Sergio Chiamparino, quale componente dell'Ufficio di Presidenza di ANCI-Giovani composto da 8 membri rappresentanti dei comuni italiani.
Nel novembre 2010 risulta tra i 4 amministratori italiani premiati a Padova nel corso della XXVII Assemblea Nazionale Anci Giovani per il Progetto iUniversity Roma realizzato il 30 settembre 2010. 
Ricandidato anche nel 2013, non viene rieletto.

#### Elezione a senatore
Alle elezioni politiche del 2018 viene eletto al Senato della Repubblica, nel collegio uninominale di Reggio Calabria sostenuto dalla coalizione di centro-destra (in quota FI).

### Vita privata
Sposato con Vicky Maria Catalano, ha un figlio di nome Francesco Marco.

## Procedimenti giudiziari
A febbraio 2020, in seguito all'operazione di polizia "Eyphemos" contro la 'Ndrangheta che ha portato all'arresto di 65 persone, la Direzione distrettuale antimafia ha chiesto l'autorizzazione a procedere per il suo arresto per scambio elettorale politico-mafioso con la cosca "Alvaro" di Sinopoli. Un paio di mesi prima, nel dicembre 2019, erano stati dati gli arrestati domiciliari per corruzione al fratello Giovanni Siclari, revocati dal Tribunale della Libertà, sindaco di Villa San Giovanni.
Il 28 settembre 2021 viene condannato dal tribunale di Reggio Calabria a cinque anni e quattro mesi di carcere e interdizione perpetua dai pubblici uffici per aver chiesto e ottenuto i voti dalla 'Ndrina Alvaro di Sinopoli in occasione delle politiche del 2018. Secondo il capo di imputazione, l'esponente di Forza Italia accettava, a mezzo dell'intermediario Giuseppe Antonio Galletta, la promessa di procurare voti da parte di Domenico Laurendi, appartenente al locale di ‘ndrangheta di Santa Eufemia della famiglia mafiosa Alvaro.
Il 18 settembre 2023 viene assolto in appello perché “il fatto non sussiste” su richiesta dello stesso procuratore generale.